# Barberiella formicoides
Barberiella formicoides är en insektsart som beskrevs av Bertil Robert Poppius 1914. Barberiella formicoides ingår i släktet Barberiella och familjen ängsskinnbaggar. Inga underarter finns listade i Catalogue of Life.